# Bristol Lucifer

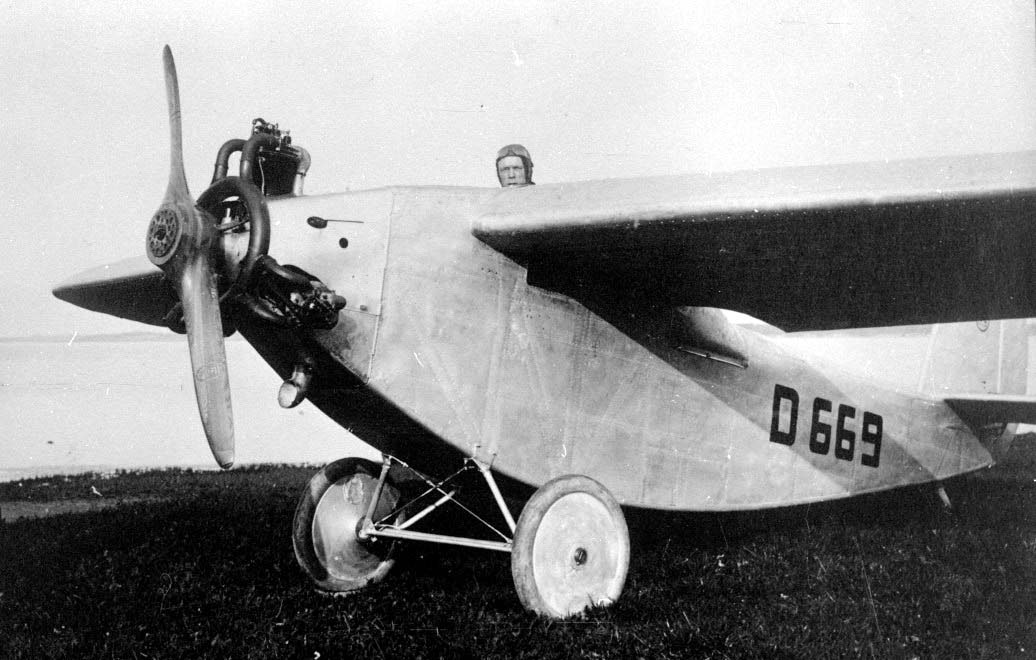
Ein Bristol Lucifer, eingebaut in die LFG V 44 (D-669)

Der Bristol Lucifer (ursprünglich Cosmos Lucifer) war ein luftgekühlter dreizylindriger OHV-Sternmotor, den Roy Fedden bei Cosmos Engineering 1919 entwickelte.

## Geschichte
Cosmos ging 1920 nach ihrem Konkurs als Motorenabteilung der Bristol Aeroplane Company Ltd in dieser Firma auf. Bei der Olympia Air Show in London im August 1920 wurde der Motor erstmals der Öffentlichkeit vorgestellt.
Für den unter dem Firmennamen Bristol gebauten Motor wurden die gleichen, mit vier Ventilen ausgestatteten Zylinder verwendet, wie beim erfolgreichen Bristol Jupiter, wobei jedoch der Hub um 31,8 mm verkürzt war.
Noch unter der Firmenbezeichnung Cosmos Lucifer war der Motor bereits in einer Avro 504K und der Boulton Paul P.10 eingebaut worden. Diese Lucifer I genannte Ausführung hatte eine Startleistung von 100 PS. Die Ausführung Lucifer II leistete 122 PS und wurde in die Flugzeuge Avro 504N, Bristol 73 und Bristol 83 eingebaut. 1923 kam der etwas höher verdichtete Lucifer III heraus, der auch bei der Parnall Peto eingesetzt wurde und 128 PS brachte. Das Ende der Entwicklung stellte Lucifer IV dar, der ab 1925 geliefert wurde und dessen Leistung auf 140 PS gesteigert war. Er wurde u. a. in der Handley Page H.P. 32 verwendet. Eine Rennversion war in der Bristol 77 M.1D eingebaut.
Der Motor in den verschiedenen Ausführungen wurde auch in ausländischen Maschinen verwendet, so in der UdSSR (z. B. ANT-2) und in Deutschland. Hier waren Lucifer-Motoren z. B. in die LFG V 44 (D-669), Udet U 8 (D-670), Caspar C 26 (D-674), Heinkel HD 32 (D-678), Albatros L 69 (D-684 und D-778), BFW M 17 (D-779) und Junkers K16 (D-718 und D-1208) eingebaut.

## Technische Daten (Lucifer I)
- Typ: Dreizylinder-Sternmotor
- Kühlsystem: luftgekühlt
- Bohrung: 146 mm
- Hub: 159 mm
- Hubraum: 7,99 l
- Trockengewicht: 147 kg

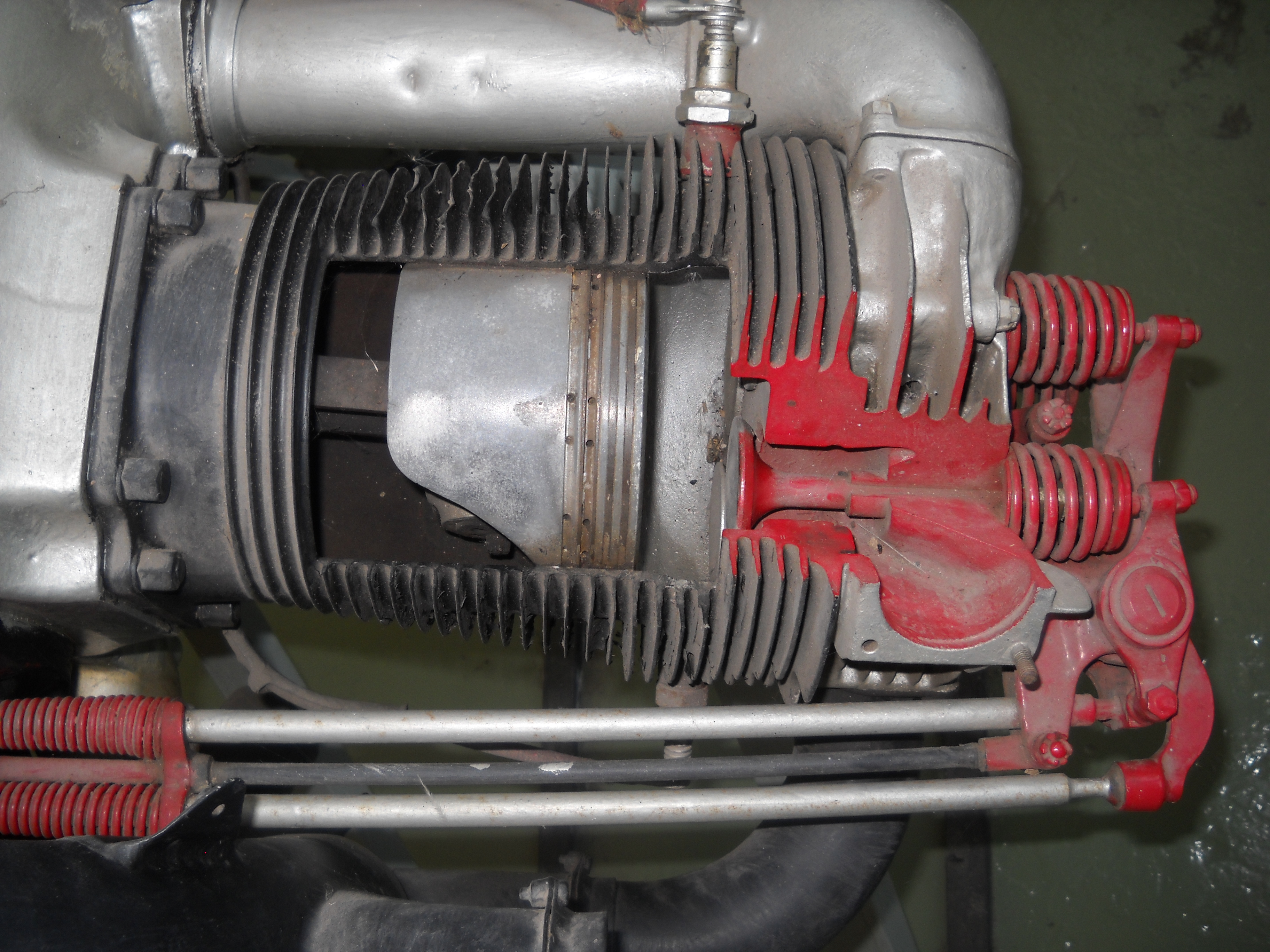
Schnittmodell mit Ventilansteuerung

- Ventiltrieb: OHV vier Ventile pro Zylinder, Typ: Tellerventil
- Kraftstoffart:Benzin
- Leistung: 100 PS (75 kW)
- Verdichtungsverhältnis: 4,8:1
- Zündung: Magnet-Doppelzündung
- Zündkerzen: 6, 2 Stück je Zylinder